# Дрины (пещера)

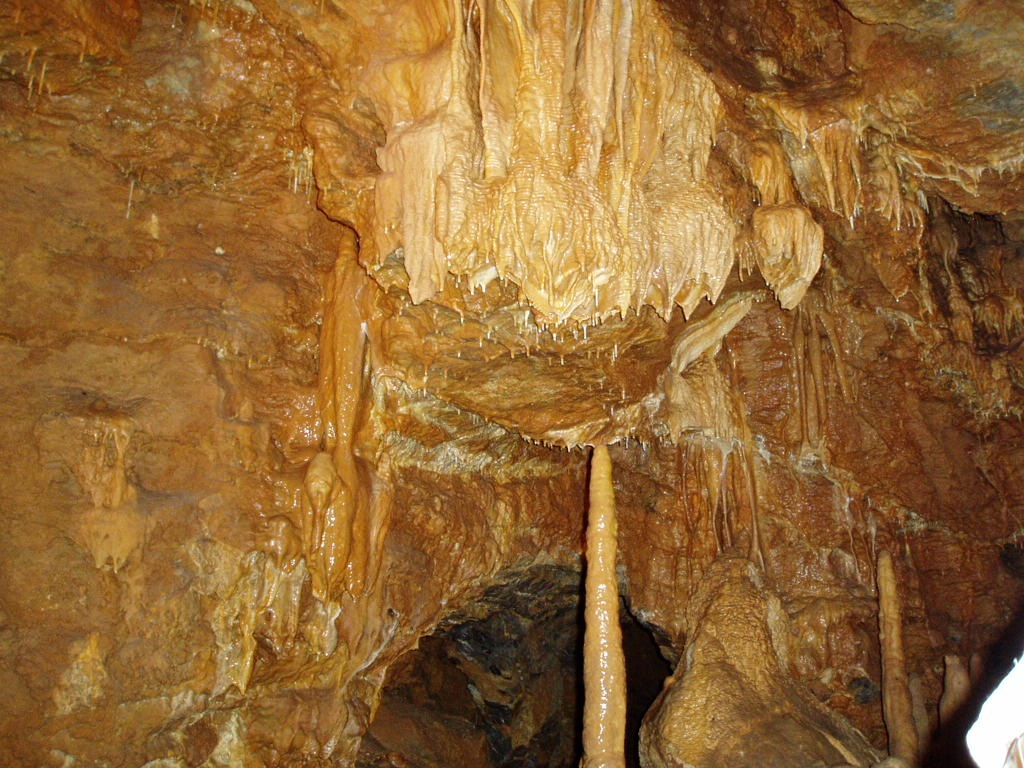
Интерьер пещеры Дрины

Пещера Дрины (чеш. Jeskyně Driny) — известняковая пещера в Малых Карпатах в Словакии. Пещера расположена в 2 км от деревни Смоленице на высоте 399 метров над уровнем моря. Первые попытки проникнуть в пещеру были осуществлены во время Австро-прусско-итальянской войны. Полностью исследована была в 1929 году, в 1934 году открыт 175 метровый маршрут. В 1950 году остальные части пещеры были исследованы и в 1959 году открыты. В 1968 году пещера Дрины была объявлена природным памятником и стала частью природной зоны в 1976. В настоящее время маршрут для посетителей составляет 550 м в длину и занимает около 30 минут. Общая же длина пещеры — 636 м.